# Aymar de Ávila
Aymar o Aimar fue un religioso castellano que ejerció como obispo de Ávila entre 1274 y 1284.
Fraile dominico, estuvo al servicio de Alfonso X de Castilla. Aprovechando la muerte del emperador Conrado IV, último monarca de la casa de Suabia, el rey envió emisarios en varias ocasiones para hacer valer sus pretensiones al trono imperial ante el Papa. Hacia 1260, Aymar fue enviado a Roma, acompañado del canónigo abulense —y probablemente canciller o secretario del rey—, Hernando de Zamora, pero encontraron que la sede papal estaba vacante por la muerte de Clemente IV. Allí esperaron hasta la elección del nuevo Papa, Gregorio X, para hacer valer los derechos del rey castellano, pero el nuevo Papa desestimó las demandas del rey y, además, obró en contra de él para favorecer la elección como emperador de un rey de otro reino.
Aymar estuvo presente el 8 de octubre de 1282 en Sevilla, donde Alfonso X dictó sentencia en contra de su hijo, el infante Sancho, considerando que había actuado de forma indigna y cometido delitos de lesa majestad, por lo que le desheredó y consideró impío para ocupar el trono; el propio fray Aymar reprobó al infante. Sin embargo, de hecho, a la muerte de Alfonso X, Sancho fue coronado igualmente, y mandó a Aymar oficiar los funerales del rey difunto, sumamente fastuosos. Aymar estuvo al cargo de la diócesis hasta su muerte en 1284.